# Таскола (Илиноис)
Таскола (енгл. Tuscola) град је у америчкој савезној држави Илиноис. По попису становништва из 2010. у њему је живело 4.480 становника.

## Демографија
Према попису становништва из 2010. у граду је живело 4.480 становника, што је 32 (0,7%) становника више него 2000. године.
| Група             | 2000.         | 2010.         |
| Белци             | 4.332 (97,4%) | 4.270 (95,3%) |
| Афроамериканци    | 14 (0,3%)     | 17 (0,4%)     |
| Азијати           | 23 (0,5%)     | 28 (0,6%)     |
| Хиспаноамериканци | 47 (1,1%)     | 104 (2,3%)    |
| Укупно            | 4.448         | 4.480         |